# 2021 RR205
2021 RR205是天文學家斯科特·桑德·谢泼德、大衛·J·托倫和查德·特魯希略於2021年9月5日使用莫納克亞山天文台的昴星團望遠鏡發現的一顆極端海王星外天體。2021 RR205位於柯伊伯帶外部範圍之外，軌道遙遠且偏心率極高，不受海王星引力影響，近日點距離為55.5個天文單位(AU)。2021 RR205和2013 SY99都位於50–75 AU的近日點間隙中，該間隙將獨立天體與類賽德娜天體分隔開來；動力學研究表明，位於該間隙內緣的此類天體會經歷微弱的“擴散”，即由於海王星遷移而微小的擾動。斯科特·桑德·谢泼德認為2021 RR205是類賽德娜天體，但研究人員Yukun Huang 和布雷特·J·格拉德曼卻不這麼認為。
2021 RR205被發現時，日心距離為60天文單位。早在2017年7月，托洛洛山美洲際天文台的暗能量巡天計畫就已在觀測中偵測到它。它上一次通過近日點是在1990年代初，目前正遠離太陽運行。

## 外部連結
- 2021 RR205 at AstDyS-2, Asteroids—Dynamic Site
  - Ephemeris · Observation prediction · Orbital info · Proper elements · Observational info
- NASA JPL小天體瀏覽器上的2021 RR205